# Goetheglas
Goetheglas ist eine Glassorte, die für die Restaurierung historischer Glasfenster eingesetzt wird. Es ist nach der historischen Verglasung des Goethe-Hauses in Frankfurt benannt.

## Eigenschaften
Goetheglas ist ein Flachglas mit leicht strukturierter Oberfläche, die der unebenen Oberfläche historischer Glasscheiben aus dem 18. und 19. Jahrhundert ähnelt. Bis zum Ersten Weltkrieg wurden gewöhnliche Fensterscheiben ausschließlich im Mundblasverfahren hergestellt, wodurch sie eine leicht unruhige Oberfläche hatten. Erst in den 1920er-Jahren wurde das Mundblasverfahren durch das maschinelle Ausziehverfahren ersetzt. Goetheglas wurde anfänglich ebenfalls mundgeblasen, wird mittlerweile aber auch als maschinell gezogenes Glas hergestellt. Es ist in verschiedenen Dicken erhältlich und blasenlos. Standardmäßig ist Goetheglas ein farbloses Glas; doch bieten einige Glasereien auch getönte Varianten an. Bläulich oder grünlich getöntes Goetheglas wird oft auch als Waldglas bezeichnet, was aber eigentlich die Bezeichnung für historisches, in Waldglashütten hergestelltes und mit Eisenoxid grünlich getöntes Glas ist.
Goetheglas wird auch unter dem Namen Chateau blanc angeboten.

## Verwendung
Goetheglas wird für die Restaurierung und den Schutz historischer Fenster eingesetzt.
Zum einen wird es direkt als Ersatz für die Originalglasscheibe in historische Fensterrahmen eingesetzt. Durch die leicht strukturierte Oberfläche ähnelt es dabei den historischen Fensterscheiben, so dass sich die neuen Fensterscheiben harmonisch in das Bild der Fassade einfügen und der optische Gesamteindruck des Gebäudes erhalten bleibt.
Zum anderen wird Goetheglas auch für die Außenschutzverglasung bei historischen Kirchenfenstern mit Bleiverglasung oder Glasmalerei eingesetzt. Dabei wird eine Schutzglasscheibe an Stelle der originalen Scheibe in den Rahmen eingesetzt. Die originalen Eisensysteme werden nach innen um eine Tragkonstruktion verlängert, auf der die historische Scheibe mit einem Abstand zur Schutzscheibe befestigt wird. Die Schutzscheibe übernimmt damit die Funktion des Raumabschlusses und schützt das historische Fenster vor Verwitterung durch Luft, Regenwasser und UV-Strahlung sowie vor Verschmutzung. Gleichzeitig wird durch die Außenverglasung eine Abdichtung gegenüber Kälte, Zugluft und Lärm erreicht. Da Goetheglas keine Farbeinschlüsse hat, werden die Glasfarben des Kirchenfensters außerdem sowohl bei der Betrachtung von außen als auch von innen nicht verfälscht.
Durch seine leicht strukturierte Oberfläche spiegelt Goetheglas im Gegensatz zu herkömmlichen Industrieglasscheiben (Floatglas) nicht, so dass die Wirkung der historischen Fenster beim Blick von außen nicht beeinträchtigt wird. Dabei ist zu beachten, dass wegen der strukturierten Oberfläche der Durchblick verfälscht wird. Es treten mehr oder weniger stark ausgeprägte Verzerrungen auf.